# Xã Highland, Quận Greene, Indiana
Xã Highland (tiếng Anh: Highland Township) là một xã thuộc quận Greene, tiểu bang Indiana, Hoa Kỳ. Năm 2010, dân số của xã này là 718 người.